# Natural Selection (álbum)
Natural Selection  —en español: La selección natural— es el tercer álbum de la banda de rock alternativo Fuel. El álbum fue lanzado el 22 de septiembre de 2003, cuenta con el mismo estilo general como se escucha en dos esfuerzos anteriores de la banda, pero no logró igualar su éxito comercial.

## Antecedentes
Tras el éxito multiplatino de su anterior álbum Something Like Human, Fuel tuvo algunos contratiempos para superar antes de poder comenzar a grabar el álbum que se convirtió en Natural Selection. En primer lugar, la banda tuvo que resolver algunos asuntos legales urgentes que les prohibían grabación.
Bell expresó su confianza en Natural Selection, que indica "El disco es, en mi opinión, mucho más allá de cualquiera de los otros registros que hemos tenido como un cuerpo de trabajo". El productor Michael Beinhorn ha declarado que Natural Selection es una de sus discos favoritos que ha producido. Producer Michael Beinhorn has stated that Natural Selection is one of his favorite albums that he's produced.

## Recepción
Natural Selection debutó en el puesto número 15 en el Billboard 200 de álbumes, vendiendo cerca de 71.000 copias en su primera semana de lanzamiento. El álbum fue nominado más adelante para un premio Grammy en 2004 para el álbum de la mejor ingeniería.

## Lista de canciones
| N.º | Título                                   | Escritor(es)    | Duración |  |
| 1.  | «Quarter»                                |                 | 3:39     |  |
| 2.  | «Down Inside of You»                     |                 | 4:07     |  |
| 3.  | «Million Miles»                          |                 | 3:51     |  |
| 4.  | «Falls on Me»                            |                 | 4:13     |  |
| 5.  | «These Things»                           |                 | 4:57     |  |
| 6.  | «Won't Back Down» (Bring You Hell Remix) |                 | 3:23     |  |
| 7.  | «Running Away»                           |                 | 4:54     |  |
| 8.  | «Most of All»                            |                 | 4:13     |  |
| 9.  | «Getting Thru?»                          |                 | 4:09     |  |
| 10. | «Die Like This»                          |                 | 4:29     |  |
| 11. | «Luck»                                   | Brett Scallions | 4:15     |  |
| 12. | «Days With You»                          |                 | 4:29     |  |

## Personal
Banda
- Brett Scallions: voz principal, guitarra rítmica.
- Carl Bell: guitarra, coros
- Jeff Abercrombie: Guitarra baja.
- Kevin Miller: batería